# Never Miss a Beat
Never Miss a Beat è una canzone del gruppo alternative rock britannico Kaiser Chiefs, pubblicata come singolo estratto dal  terzo album della band, Off with Their Heads, messo sul mercato il 6 ottobre 2008. 
La canzone è stata prodotta da Mark Ronson e vede la partecipazione di Lily Allen e dei New Young Pony Club. È stata premiata il 27 agosto 2008 nella trasmissione condotta da Chris Moyles su BBC Radio 1. Figura inoltre nella colonna sonora del videogioco Pro Evolution Soccer 2010.

## Tracce
CD
1. "Never Miss a Beat"
2. "Sooner or Later"

7"
1. "Never Miss a Beat"
2. "How Do You Feel About That?"
3. "Never Miss a Beat Ft Girls Aloud"

## Classifiche
| Chart (2008)                  | Posizione raggiunta |
| ----------------------------- | ------------------- |
| Belgian Singles Chart         | 43                  |
| Dutch Top 40                  | 74                  |
| Eurochart Hot 100 Singles     | 17                  |
| German Singles Chart          | 76                  |
| Irish Singles Chart           | 49                  |
| Official Singles Chart        | 5                   |
| Australian ARIA Singles Chart | 47                  |